# Меликов, Раиль Надир оглы
Раи́ль Нади́р оглы́ Мели́ков (азерб. Rail Nadir oğlu Məlikov; род. 18 декабря 1985, Баку) — азербайджанский футболист, защитник клуба «Кешля».

## Биография
Профессиональную футбольную карьеру начал в 2004 году с выступления в команде азербайджанской Премьер-Лиги «Баку». Затем являлся игроком бакинского «Нефтчи». Был капитаном команды. После поражения (0:4) от израильского «Хапоэля» из Кирьят-Шмоны в 3-м квалификационном раунде Лиги чемпионов его отчислили из «Нефтчи». Затем Раиль Меликов перешёл в турецкий «Денизлиспор».
Дебютная игра за основную сборную страны состоялась 6 октября 2001 года во время отборочного матча чемпионата мира 2002 года, против сборной Швеции. Выступает в основной сборной под № 2.

## Достижения
«Бакы»
- Чемпион Азербайджана: 2006
- Обладатель Кубка Азербайджана: 2005

«Нефтчи»
- Чемпион Азербайджана: 2011, 2012
- Вице-чемпион Азербайджана: 2007
- Бронзовый призёр чемпионата Азербайджана: 2008